# Estreito de Tsushima

Mapa dos estreitos da Coreia e de Tsushima.

O Estreito de Tsushima (対馬海峡, Tsushima Kaikyō, também conhecido como estreito de Tsu Shima ou estreito de Tsu-Shima) é o canal oriental do estreito da Coreia, entre a ilha de Tsushima e a ilha japonesa de Kyūshū, e que liga o mar do Japão ao mar da China Oriental.
O Estreito foi o local da Batalha de Tsushima, na Guerra Russo-Japonesa em 1905; em que a frota russa foi fortemente afetada.